# 茨城県道227号上君田大能線

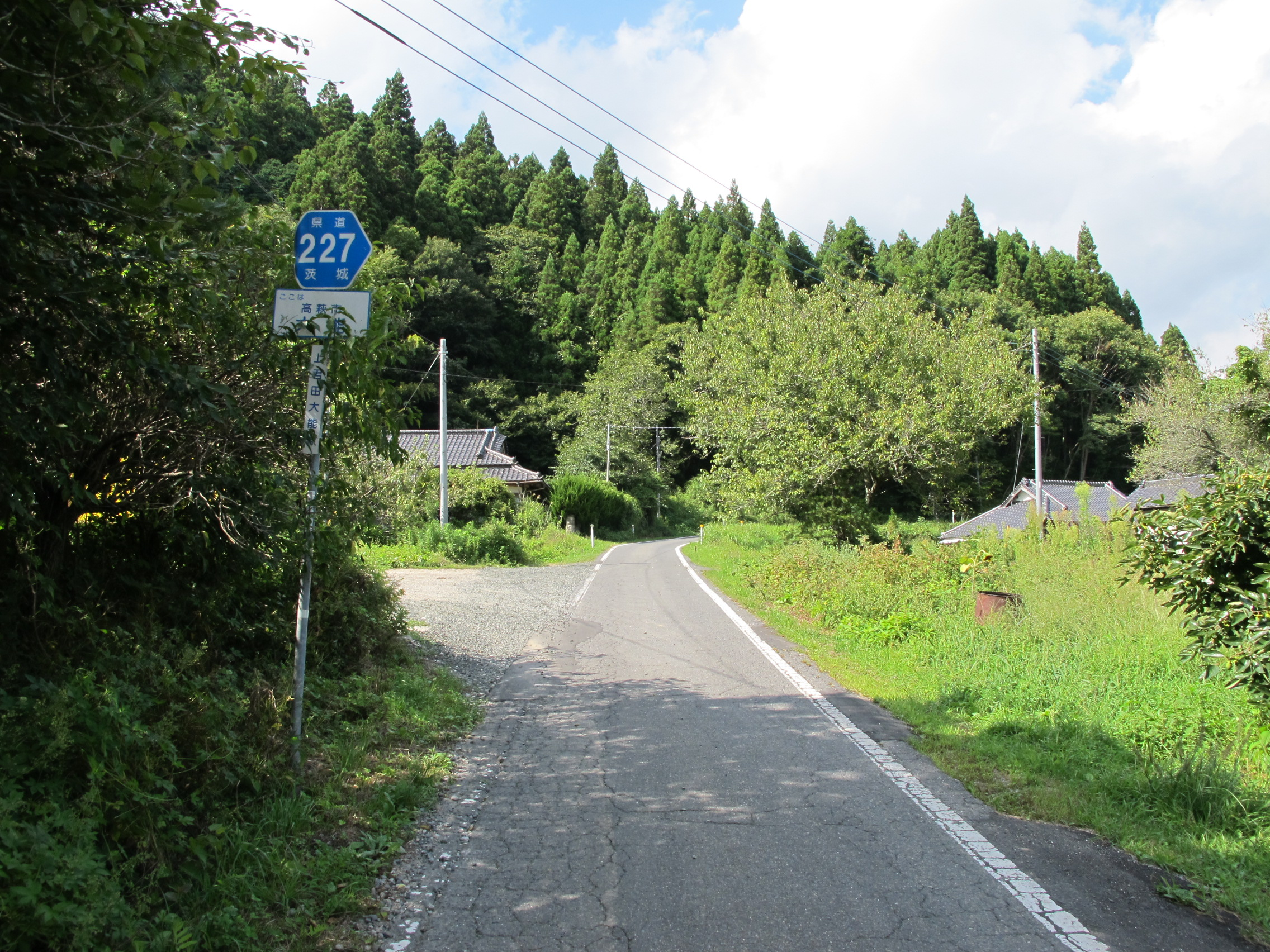
茨城県道227号上君田大能線
高萩市大能（2012年9月）

茨城県道227号上君田大能線（いばらきけんどう227ごう かみきみだおおのうせん）は、茨城県高萩市上君田から同市大能に至る一般県道である。

## 概要
茨城県高萩市大字上君田から同市大字大能の山間を結ぶ、約7キロメートル (km) の一般県道である。
ほぼ快適な2車線路が続くが、終点から約1 kmはすれ違いが困難な狭い道となるので注意が必要である。

### 路線データ
- 起点：茨城県高萩市大字上君田699番の1（茨城県道22号北茨城大子線交点）[1]
- 終点：茨城県高萩市大字大能字橋向557番1地先（国道461号交点）[2]
- 総延長：7.174 km[3]
- 重用延長：なし[3]
- 未供用延長：なし[3]
- 実延長：7.174 km[3]
- 自動車交通不能区間延長[注釈 1]：なし[3]

## 歴史
主要地方道北茨城大子線の路線認定に伴い、
1972年（昭和47年）3月1日、前身にあたる県道徳田高萩線を廃止し、
残存区間である高萩市大字上君田を起点とし、高萩市大能町の終点まで至る区間を本路線として茨城県が県道路線認定した。1995年（平成7年）に、整理番号変更により現在の整理番号227となり、現在に至る。

### 年表
- 1963年（昭和38年）4月5日：現在の路線の前身である県道徳田高萩線（整理番号321）が路線認定される[5]。
- 1972年（昭和47年）3月1日
  - 現在の路線が県道上君田大能線（整理番号373）として路線認定される[6]。
  - 高萩市大字上君田699番の1 - 同市大能町466番の区間を道路区域に決定、供用開始[1]。
- 1987年（昭和62年）3月12日：高萩市大字上君田字田中 - 同市大字上君田字山口の隘路を拡幅2車線化改良し供用開始[7]。
- 1988年（昭和63年）6月9日：高萩市大字上君田字君田 - 同市大字上君田字山口の狭隘な旧道（2.012 km）が指定解除され高萩市道へ降格[8]。
- 1989年（平成元年）9月4日：高萩市大字上君田字山口 - 大字上君田字文添の現道の一部区間（2.2 km）を拡幅2車線化する区域決定[9]。
- 1995年（平成7年）3月30日：整理番号373から現在の番号（整理番号227）に変更される[10]。
- 2010年（平成23年）9月1日：本路線の終点付近の国道461号バイパス道開通を受けて、国道461号の旧道の一部（高萩市大字大能字西ノ内から同市大字大能字橋向まで、延長160 m）が本県道に降格して、道路が延伸される[2]。

## 地理

### 通過する自治体
- 高萩市

### 交差する道路
- 茨城県道245号上君田小妻線（高萩市上君田）